# Dammtjärnen (Söderbärke socken, Dalarna, 665546-147864)
Dammtjärnen är en sjö i Smedjebackens kommun i Dalarna och ingår i Norrströms huvudavrinningsområde. Sjöns area är 0,03 kvadratkilometer och den är belägen 275 meter över havet.